# David Edwards (futbolista)
David Alexander Edwards (nascut 3 febrer 1986) és un futbolista professional gal·lès que juga com a migcampista pel club Championship de Wolverhampton Wanderers. També juga en la selecció de futbol de Gal·les. És conegut per les seves carreres energètiques i ritme de treball.
Edwards va començar la seva carrera al club de la seva ciutat Shrewsbury Town abans d'una breu estada al Luton Town, el va portar a l'atenció de Wolverhampton Wanderers, per al qual va signar el gener de 2008. Amb els Wolves ha jugat en tres divisions diferents, inclosa la Premier League.
Internacional absolut des de 2007, Edwards ha guanyat més de 30 vegades com a internacional amb Gal·les i representat la nació en l'UEFA Euro 2016.

## Trajectòria de club

### Shrewsbury Town
Nascut a Shrewsbury, Edwards va començar com a aprenent en l'equip de la seva ciutat, Shrewsbury Town i va fer el seu debut en el torneig final de la temporada 2002–03, com a substitut en una derrota 2–1 a casa amb el Scunthorpe United el 3 de maig de 2003, com a Shrewsbury va ser relegat del The Football League.
No va tenir un paper important en la campanya de promoció del Shrewsbury de la Football Conference, però va gaudir d'una ratxa de jocs en la segona meitat de la temporada. Al retorn del club a la Football League, va esdevenir la primera opció, un paper que va mantenir durant tres temporades successives a Gay Meadow. Cap al final de la temporada 2006–07, Edwards va ser el tema de l'especulació de transferència, després de rebutjar una oferta d'extensió del seu contracte de Shrewsbury. Va ser llavors controvertidament fora de la final de play-off contra el Bristol Rovers pel llavors entrenador Gary Peters tot i tenir un paper important en el seu camí a la final. Els Shrews van perdre 3–1 i la promoció de la League One.